# MG 34

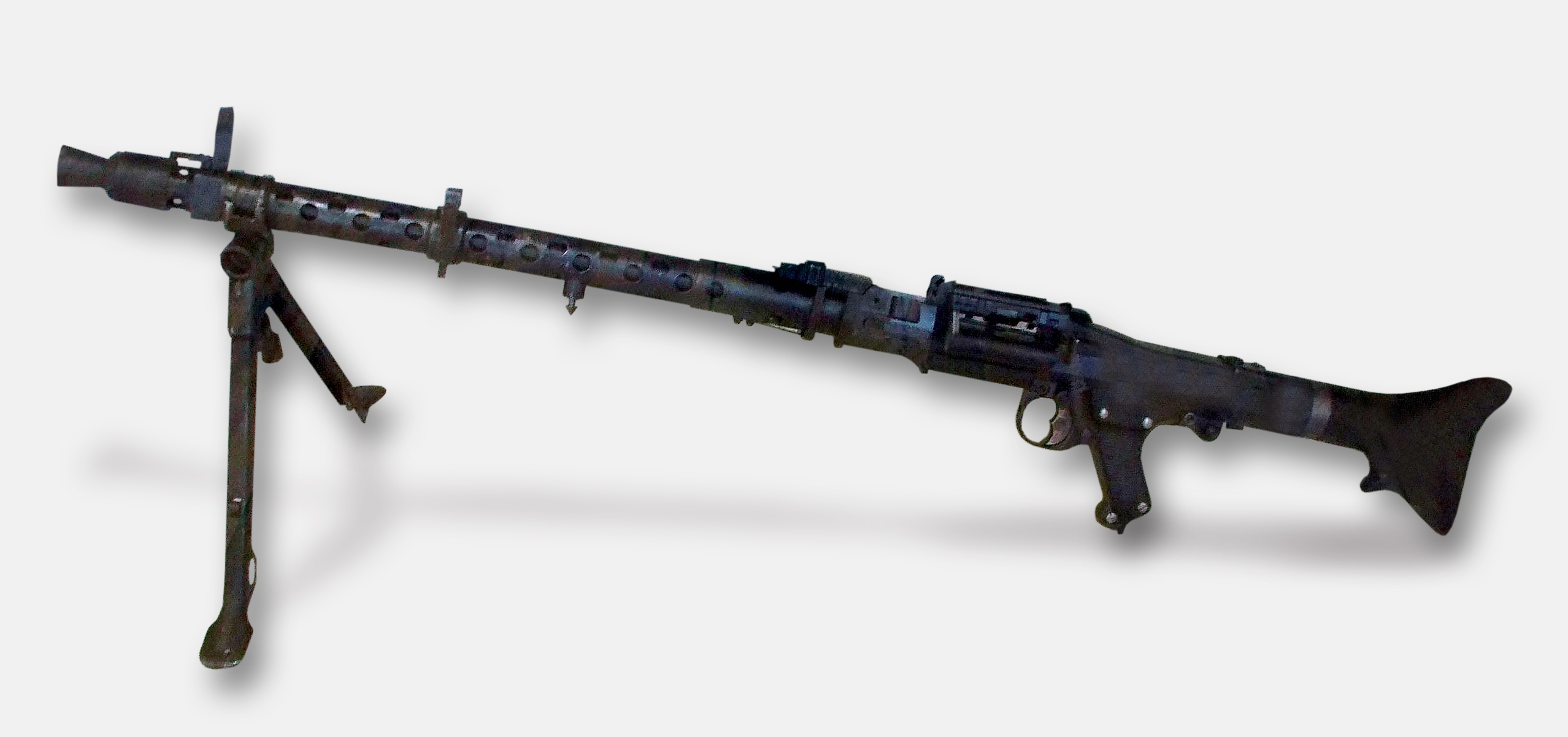
MG 34 auf Zweibein

Das MG 34 war ein Maschinengewehr aus deutscher Produktion. Es wurde von der Wehrmacht im Zweiten Weltkrieg als Universal-Maschinengewehr eingesetzt. Im Laufe des Krieges wurde es vom günstiger zu produzierenden Nachfolger MG 42 abgelöst, blieb aber bis zum Kriegsende im Einsatz.

## Geschichte
In der nach dem Ersten Weltkrieg neugebildeten Reichswehr waren die MG-Kompanien mit dem wassergekühlten, schweren Maschinengewehr MG 08 und die Infanteriekompanien mit dem ebenfalls wassergekühlten leichten Maschinengewehr MG 08/15 bewaffnet. Die Jägerkompanien erhielten statt des MG 08/15 das luftgekühlte leichte MG 08/18. Der Kavallerie waren durch den Versailler Vertrag leichte Maschinengewehre verwehrt, so dass sie nur das wassergekühlte schwere Maschinengewehr MG 08 führte. Bald jedoch forderte die Führung der Reichswehr leichtere luftgekühlte und unkompliziert zu bedienende Waffen. Nachdem zuerst von einem Universal-Maschinengewehr (sowohl als leichtes Maschinengewehr auf Zweibein als auch als schweres Maschinengewehr auf einer Lafette) gesprochen wurde, entschied man sich, vorerst das schwere wassergekühlte MG Dreyse 13 zu einem luftgekühlten leichten Maschinengewehr zu modifizieren und dieses als MG 13 bei der Truppe einzuführen. Ab 1931 wurde jeder Reitergruppe der Kavallerie ein MG 13 zugewiesen. Außerdem kam es bei den Jägerbataillonen und den Radfahreinheiten zum Einsatz.
Im Frühjahr 1931 wurde mit der Entwicklung eines Einheits-Maschinengewehrs begonnen und bereits ein Jahr später stellte Mauser einen luftgekühlten Rückstoßlader mit kurzem Rücklauf, Drehverschluss und Magazinzufuhr vor, bei dem sich der Lauf in einem rohrförmigen Laufmantel mit Kühlschlitzen befand – das LMG.32, den Vorläufer des MG 34. Allerdings wurde nicht Mauser, sondern der Chefkonstrukteur Louis Stange vom Rheinmetallwerk in Sömmerda mit der Endentwicklung der Waffe beauftragt. Zum Verschluss der Waffe wurde 1936 das britische Patent Nummer 468913 angemeldet. Die ersten MG 34 – noch mit Magazinzufuhr – wurden 1936 ausgeliefert; verwendet wurde die 75 Schuss fassende Doppeltrommel vom MG 15. Ab 1937 wurde auf die heute bekannte Gurtzuführung umgestellt.
Vom September 1939 bis März 1945 beschaffte das deutsche Heereswaffenamt mehr als 345.000 Stück. Hersteller waren der Berliner Zweigbetrieb der Mauserwerke, die Gustloff-Werke in Suhl, MAGET, Berlin, die Steyr-Daimler-Puch AG und die Waffenwerke Brünn im Protektorat Böhmen und Mähren.

## Funktion

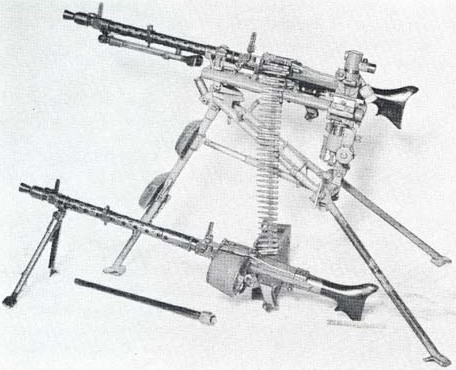
Ausstattungsvarianten MG 34

Das MG 34 ist ein zuschießender Rückstoßlader. Betätigt der Schütze den Abzug, so schnellt der Verschluss vor, schiebt eine Patrone aus dem Gurt und führt sie in das Patronenlager ein. Beim weiteren Vorlauf dreht sich der Verschlusskopf und verriegelt in der Laufhülse. Die Verriegelung geschieht durch Kämme auf dem Verschlusskopf und entsprechende Einfräsungen in der Laufhülse. Nach der Zündung gleiten Lauf und Verschluss gemeinsam kurz zurück, worauf der Verschlusskopf mittels Steuerkurven gedreht und entriegelt wird. Durch diese Rotation wird gleichzeitig der Zündmechanismus im hinteren Teil des Verschlusses gespannt. Vom Lauf getrennt läuft der Verschluss weiter zurück, wirft die leere Hülse aus, stößt auf die Pufferfeder und wird von der Schließfeder wieder nach vorne geschleudert. Der Vorgang wiederholt sich, solange der Schütze den Abzug durchzieht oder bis die Waffe leergeschossen ist. Mit einem hintenliegenden Zapfen betätigt der Verschluss beim Vor- und Rücklauf auch den Mechanismus zur Patronenzufuhr.
Das Waffengehäuse ist zweiteilig. Es besteht aus Laufmantel und Verschlussgehäuse. Zum Laufwechsel, der nach 250 Schuss Dauerfeuer erfolgen sollte, kann das Gehäuse nach dem Lösen einer Klinke axial ausgeschwenkt werden. Der freigegebene Lauf kann nach hinten herausgezogen und durch einen kalten Lauf ersetzt werden. Am vorderen Ende des Laufmantels ist eine Hülse mit Mündungsfeuerdämpfer und Rückstoßverstärker aufgeschraubt.

## Einsatz

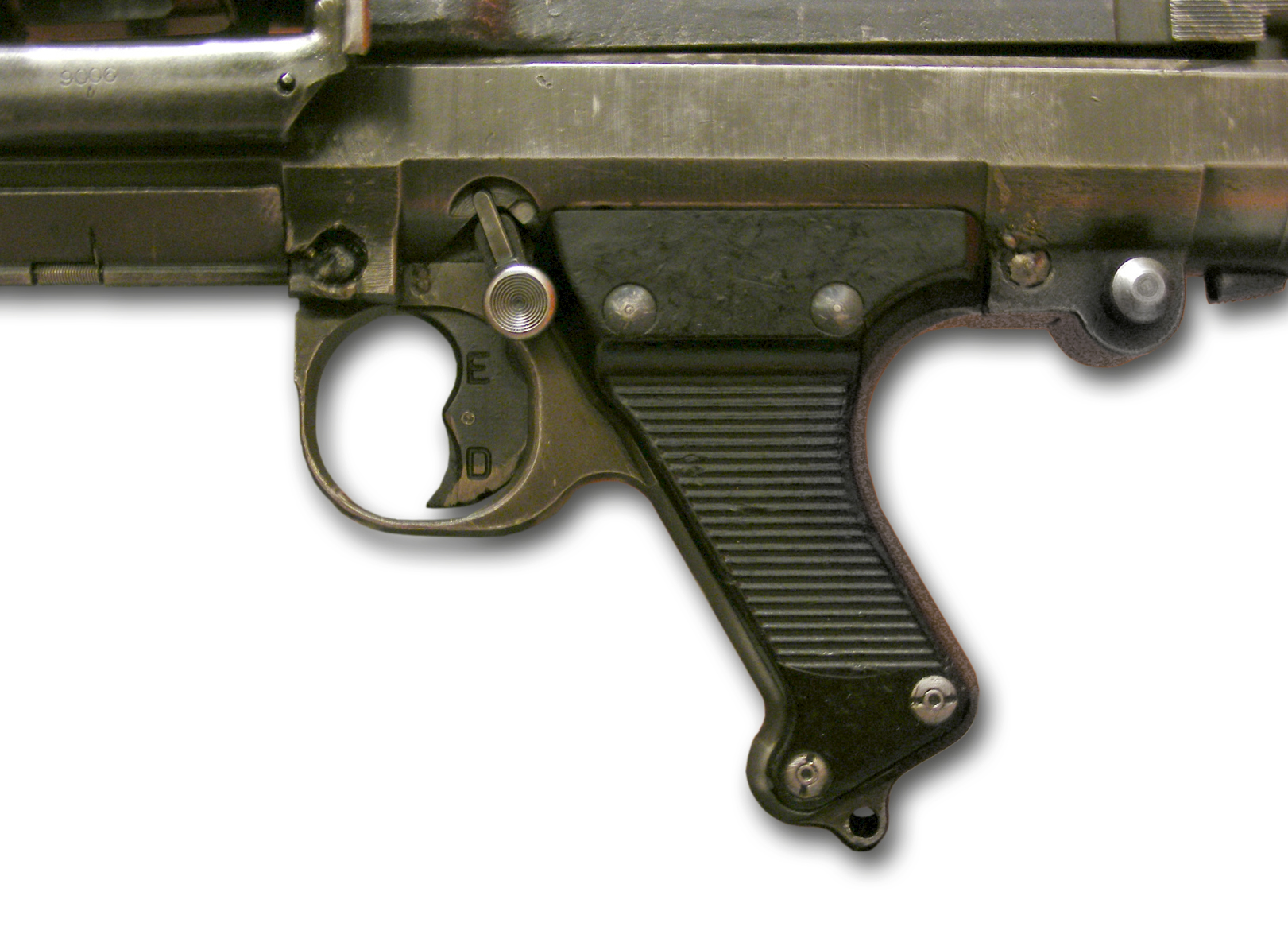
Abzug für Einzel- und Dauerfeuer

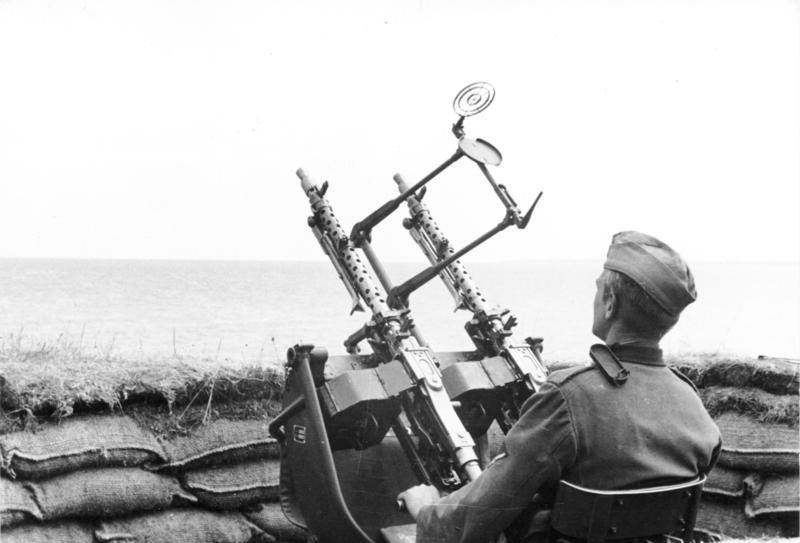
Zwillings-MG 34 zur Flugabwehr an der französischen Küste (1943)

Als Munition wurde die Standardgewehrpatrone 7,92 × 57 mm verwendet, die auch in vielen anderen Waffen der deutschen Wehrmacht zum Einsatz kam. Die Munitionszufuhr erfolgte für den Einsatz auf der Lafette über Metalldauergurte mit bis 300 Schuss aus dem Patronenkasten oder im Einsatz als leichtes Maschinengewehr auf Zweibein bzw. für Sturmangriffe aus der Gurttrommel mit 50 Schuss.
Das MG 34 war leicht und kompakt, es konnte von einem Mann getragen werden. Die ausgezeichnete Schussgenauigkeit erlaubte auch die Bekämpfung von entfernten Punktzielen ab Lafette. Die Schussfolge von 800 bis 900 Schuss pro Minute erlaubte die Bekämpfung von Tieffliegern. Der Abzug hatte eine Doppelfunktion: unten durchgezogen schoss die Waffe Dauerfeuer, oben wurden einzelne Schüsse ausgelöst.

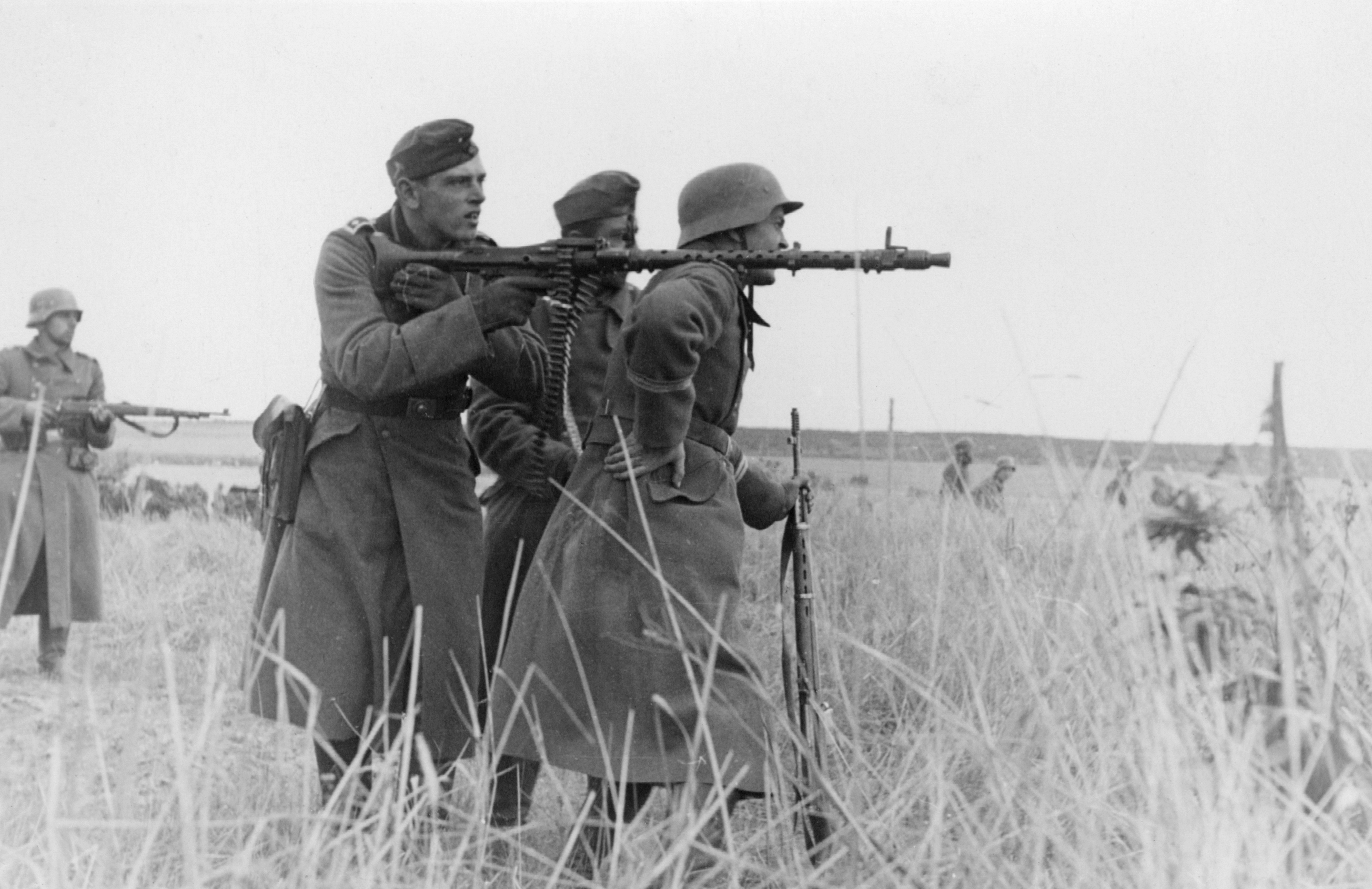
Maschinengewehrtrupp mit MG 34 im Russlandfeldzug

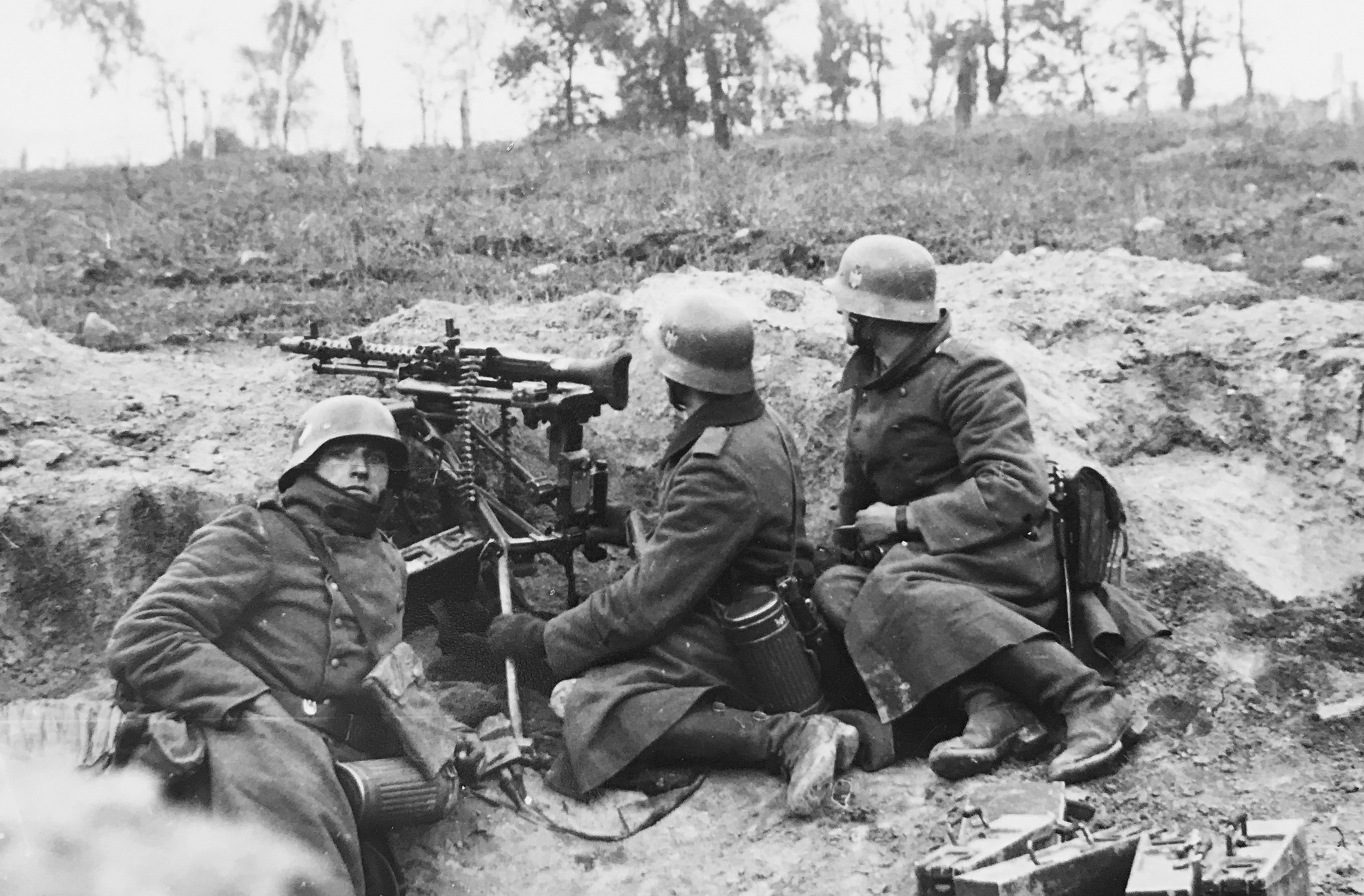
Stellung mit MG 34 auf der „Schweren Lafette“ (Dreibein)

Nachteilig war der hohe Anschaffungspreis von 310 Reichsmark (RM) (bei 150 Arbeitsstunden), der in der aufwändigen Herstellung mit engen Toleranzen begründet war. Das Ergebnis war eine empfindliche Waffe, die eine gut ausgebildete Bedienmannschaft erforderte. Besonders bei extrem kaltem Wetter konnte die Waffe klemmen. All dies sorgte schließlich für die Ablösung durch das MG 42, das sich kostengünstig (250 RM) in großen Mengen produzieren ließ und dank großer Toleranzen unempfindlich gegen äußere Einflüsse war. Trotzdem war das MG 34 bis zum Kriegsende im Einsatz, da der große Bedarf an Maschinengewehren nie völlig abgedeckt werden konnte.
Im Gefecht wurde das MG 34 als leichtes Maschinengewehr mit 50-Schuss-Trommel mit Zweibeinstütze für kurze Feuerstöße eingesetzt; das Visier deckte den Bereich von 200 m bis 2000 m ab. Eine Lafette mit optischer Zielvorrichtung erlaubte länger anhaltendes präzises Feuer im Direktschuss bis 3000 m, indirekt bis 3500 m. Der Tiefenfeuerautomat auf dieser Rücklauflafette Typ 34 erlaubte das Bestreichen eines vorgegebenen Zielbereiches. Eine Dreibeinstütze wurde zur Flugabwehr verwendet. Zwei MG 34 konnten zur Flugabwehr auch auf den Zwillingssockel Typ 36 aufgesetzt und von einem Schützen bedient werden. Das MG 34 war auch das Standard-Panzer-MG der Wehrmacht und wurde achsparallel zur Hauptkanone, als bewegliches Bugmaschinengewehr und zur Flugabwehr auf der Turmluke eingesetzt. Statt des Laufmantels mit Kühllöchern hatte dieses einen massiveren gegen Schusseinwirkung unempfindlicheren und nur hinten gelochten Mantel.
Viele mit dem Deutschen Reich verbündete Staaten erhielten für ihre Armeen ebenso das MG 34, so zum Beispiel Finnland, Italien, die Slowakei und Ungarn.

## Verwendung nach 1945

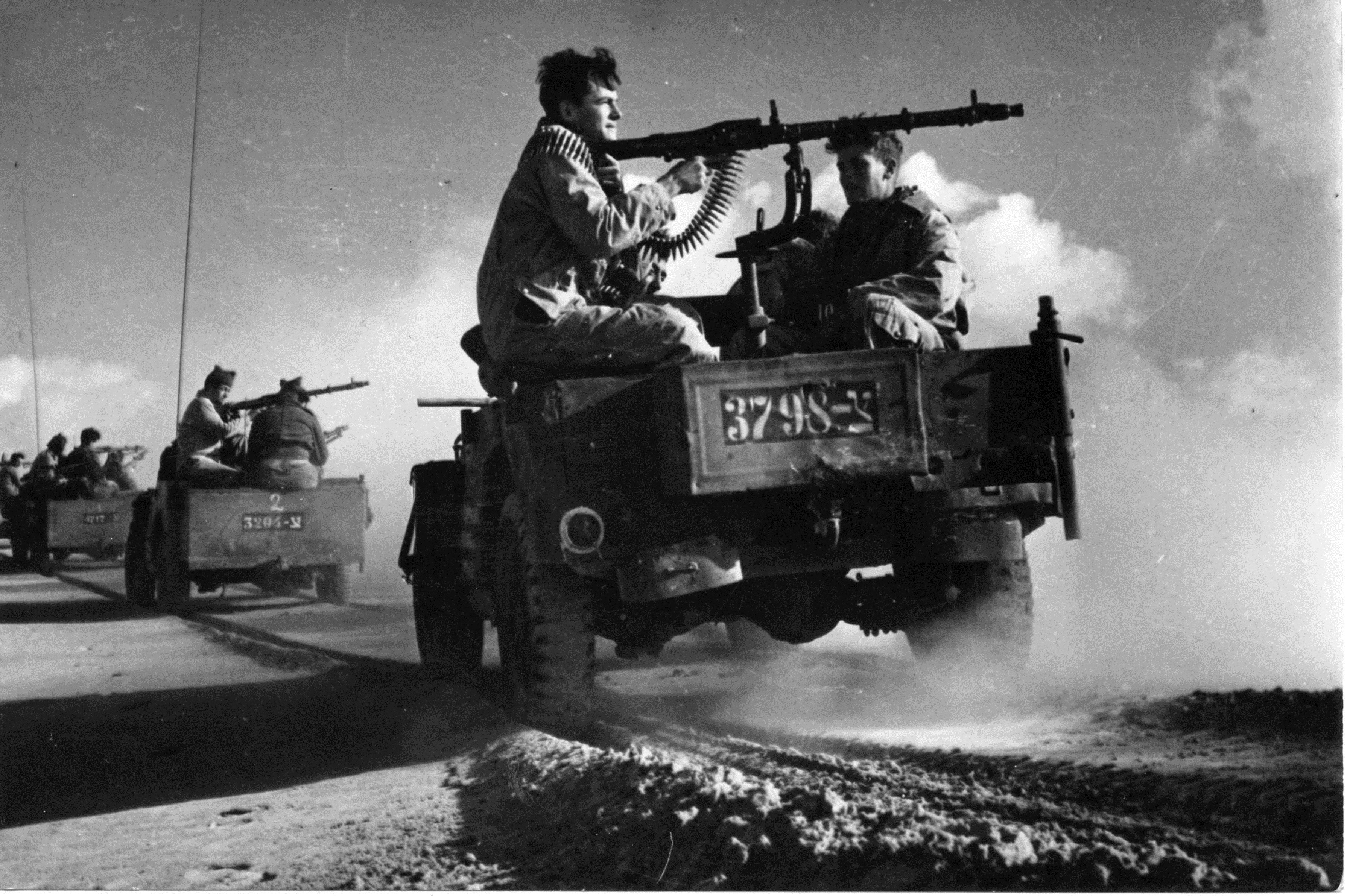
Palmach-Patrouille mit MG34 (1948/1949)

Auch nach dem Zweiten Weltkrieg wurde das MG 34 noch unter anderem in den Armeen von Frankreich, Israel, Italien, Portugal, ČSSR, Vietnam und vielen afrikanischen Staaten eingesetzt. Das MG 34 kam noch im Jahre 1956 bei der Suezkrise (Zweiter Israelisch-Arabischer Krieg) auf israelischer Seite zum Kriegseinsatz. Das MG 34 war in der DDR von 1949 bis 1952 neben dem lMG DP das Standard-Maschinengewehr der Hauptverwaltung Ausbildung des Innenministeriums der DDR.
Norwegen verwendete von der Wehrmacht erbeutete MG 34 ab den 1950er Jahren und baute diese zunächst auf .30-06 Springfield mit der Bezeichnung MG34F1 und später auf 7,62×51mm NATO mit der Bezeichnung MG34F2 um. Diese umgebauten MG 34 wurden noch bis Mitte der 1990er Jahre von der Heimevernet (Norwegische Heimwehr) verwendet.

## Bewertung
Fernand Bernecker schrieb in einem 1987 veröffentlichten Buch: „Das MG 42 war eine zuverlässige Waffe und war nicht so empfindlich im Dreck wie das MG 34, das oft Ladehemmungen hatte.“
Das MG 42 hatte eine wesentlich höhere Schussfolge als das MG 34; es brauchte dadurch allerdings deutlich mehr Munition als das MG 34.